# Hanumán
Hanumán (szanszkrit: हनुमान्; nyugati átírással Hanuman) egy majomfejű és -farkú szent alak a hinduizmusban. Az odaadás, fegyelmezettség, bátorság és az önzetlen cselekedetek szimbóluma. A bhakták szemében a mesteréhez tisztelettel viszonyuló szolga eszményi megtestesítője. 
Névváltozatai: Hanumat, Anuman (tamil), Hanumantha (kannada), Anoman (indonéz), Andoman (maláj).
Hanumán a Rámájána ősi eposz egyik szereplője és központi alakja, egy csapat majom vagy majomszerű lény főnöke, Ráma hű szolgája. A történetben amikor Rávana, a démonok ura elrabolja Ráma feleségét, Szítát, ő találja meg Lanká szigetén. Részt vesz Ráma Rávana elleni háborújában és a segítségével Ráma legyőzi a démonkirályt.
A középkori Indiában több olyan irodalmi és költői mű született (pl. a Hanumán Csálíszá himnusz), amelyek Hanumánt istenként dicsőítik. Hanumán képességei sok hindut lenyűgöztek, akik emiatt önálló istenségként tekintenek rá, aki független Rámától. A Rámájana azonban mindvégig hangsúlyozza Ráma kimagasló helyzetét, ezért a legtöbb hindu nézet alapján Hanumán csak bhakta, nem istenség. Egyesek Rudra (Siva) 11. avatárának is tekintik.

## Fordítás
- Ez a szócikk részben vagy egészben  a   Hanuman című angol Wikipédia-szócikk fordításán alapul.  Az eredeti cikk szerkesztőit annak laptörténete sorolja fel. Ez a jelzés csupán a megfogalmazás eredetét és a szerzői jogokat jelzi, nem szolgál a cikkben szereplő információk forrásmegjelöléseként.